# Cappella di Santo Stefano
La Cappella di Santo Stefano si trova a Livorno, in via Provinciale Pisana e rappresenta una interessante testimonianza del passato medioevale della città.

## Storia
In epoca medioevale, Porto Pisano si estendeva in una vasta area che da Pisa giungeva sino al villaggio labronico, attestandosi lungo la cosiddetta Gronda dei Lupi (dal nome della famiglia possidente), in corrispondenza dell'attuale via Provinciale Pisana.
Proprio in quest'area, posta a margine del Sinus Pisano (la pianura alluvionale dell'Arno), giungeva presumibilmente un acquedotto d'epoca romana per l'approvvigionamento idrico del porto, mentre, nel XII secolo, venne realizzata la Fonte di Santo Stefano ai Lupi (ancor oggi presente).
Attorno alla metà del X secolo le fonti attestano la presenza di una piccola chiesa battesimale nella zona dei Lupi; essa amministrava un vasto territorio compreso tra il Torrente Ugione e Salviano.
Verso la fine del medesimo secolo la pieve fu distrutta per cause ancora ignote e nel 1116 fu riconsacrata, ma il suo territorio fu suddiviso tra l'antica chiesa di Santa Giulia (scomparsa) e quella di Sant'Andrea di Limone.
In seguito dell'antico edificio furono perse le tracce, tanto è vero che solo nel 1742 furono riscoperti otto grandi pilastri appartenenti alla chiesa medioevale.
L'attuale cappella, sul cui retro sono visibili i resti della suddetta pieve, fu riconsacrata, dopo alcuni interventi di restauro, nel 1975.